# Hans Piesbergen (Jurist)
Hans Piesbergen (* 15. Juli 1891 in Osterholz (Bremen); † 1970) war ein deutscher Verwaltungsjurist.

## Leben
Piesbergen war Sohn eines Amtsgerichtsrats. Er studierte Rechtswissenschaft an der Albert-Ludwigs-Universität Freiburg und wurde 1910 Mitglied des Corps Hasso-Borussia Freiburg. Er beendete das Studium 1913 mit der ersten Staatsprüfung und begann das Referendariat. Er nahm am ganzen Ersten Weltkrieg teil, so dass er das Referendariat erst 1919 fortsetzen konnte. Ab 1921 war er beim Landratsamt des Obertaunuskreises eingesetzt. Nach Stationen in Berlin, Wiesbaden und Münster wurde er 1930 Landrat des Kreises Fallingbostel in der Provinz Hannover. Piesbergen gehörte von 1922 bis 1929 der Deutschen Volkspartei an. 
Zum 1. Mai 1933 trat er der NSDAP bei (Mitgliedsnummer 2.624.521). Nach der Zerschlagung der Rest-Tschechei wurde er 1939 Ministerialrat im Protektorat Böhmen und Mähren. In der Planung des Überfalls auf Polen war Piesbergen als Leiter der Zivilverwaltung Mähren mit Sitz in Brünn vorgesehen. Ab dem 5. Juni 1940 wurde er als Leiter der Präsidialabteilung beim Reichskommissar für die besetzten niederländischen Gebiete zur rechten Hand des Reichskommissars Arthur Seyß-Inquart. Er wurde am 1. August 1941 zum Regierungspräsidenten der Hohenzollernschen Lande ernannt, übte sein Amt in Sigmaringen aber wegen der Verwendung in den Niederlanden nicht aus. Am 30. Januar 1942 folgte ihm Wilhelm Dreher als Regierungspräsident.
Piesbergen lebte auf seinem Gutshof Rüenberg in Gronau (Westf.).

## Schriften
- Das Reichskartellgericht als Verwaltungsgericht nach der KVO vom 2. November 1923, Wertheim : Bechstein, 1933 Diss. Heidelberg 1931